# 530

## Догађаји
- 15. децембар – Цар Јустинијан I бира другу комисију да извуче и кодификује списе правника о римском праву. Ово постаје Дигест (Пандекти).
- Трибонијан постаје квестор сацри палатии и главни уредник компилације списа старих римских адвоката.
- Пролеће – Битка код Даре: Велизар и Хермоген (магистер официорум) побеђују комбиновану персијско-арапску армију од 50.000 људи код Даре (савремена Турска), учвршћујући своју пешадију на одбијеном положају на средишњој линији, а затим изводећи коњицу како би разбили класичну одбрану.
- Лето – Битка код Сатале: Византијска коњица (30.000 људи) под командом Ситаса пресреће велику персијску инвазију на римску Јерменију.
- Краља Вандала и Алана Хилдериха свргнуо његов синовац Гелимер након седмогодишње владавине. Гелимер враћа аријанство као званичну религију Вандалског краљевства и ставља Хилдериха у затвор заједно са осталим присталицама.
- Цар Јустинијан I шаље посланство у Картагину да преговара са Гелимером. Гелимер одговара: „Ништа није пожељније од тога да монарх гледа своја посла.“
- Цар Ксиао Зхуанг Ди је ухапшен и затворен у будистичком храму у Јиниангу (Сханки). Наследио га је Чанг Гуанг Ванг, који постаје нови владар Северног Веја.
- Урађен је мозаични под синагоге из Маона (Јудеја). Сада се чува у Израелском музеју у Јерусалиму.
- Изграђен је Вишну храм у Деогарху, Утар Прадеш (Индија).
- 22. септембар – Папа Феликс IV умире у Риму после четворогодишњег епископства, током којег је осудио полупелагијанство. Наслеђује га папа Бонифације II, архиђакон немачког порекла, који постаје 55. римски епископ.
- Свети Брендан, ирски монах, се пење на врх планине Брендон.

### Мај
- 19. мај — Краља Вандала и Алана Хилдериха свргнуо његов синовац Гелимер чиме је изазвана византијска војна интервенција и освајање северне Африке од стране Јустинијановог војсковође Велизара 534. године.

## Смрти
- Википедија:Непознат датум — Свети Сампсон Странопримац - хришћански светитељ.
- Папа Феликс IV